# Stalbridge
Stalbridge è un paese di 2 579 abitanti della contea del Dorset, in Inghilterra.